# Уролагнія

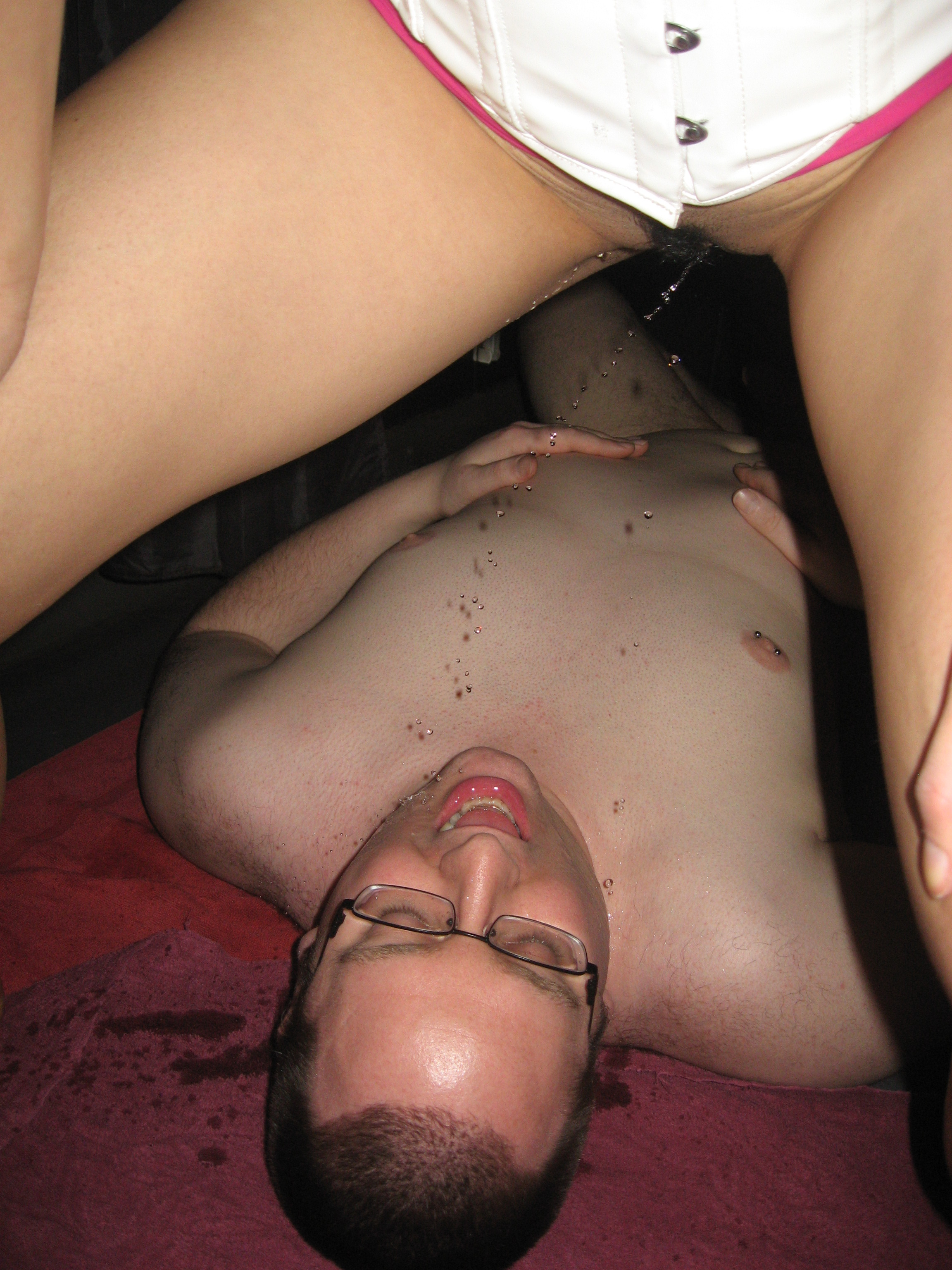

Урофілі́я (грец. ουροφιλία), урола́гнія (грец. ουρολαγνεία) або «золоти́й дощ» — називають отримання сексуального задоволення від бажання провести акт сечовипускання на партнера чи від того, щоб партнер зробив акт сечовипускання на нього (на неї). Вони можуть бути пов'язані з мастурбацією, техніка якої вимагає введення в уретру для сексуальної стимуляції сторонніх об'єктів; може зустрічатися як у чоловіків, так і у жінок.
Грецьке слово ουροφιλία утворене від ούρον («сеча») + φιλία («любов», «подобання»), а ουρολαγνεία — від ούρον + λαγνεία («бажання», «хіть»).